# تولد دوباره فاینال فانتزی ۷
تولد دوبارهٔ فاینال فانتزی ۷ (به انگلیسی: Final Fantasy VII Rebirth) یک بازی ویدئویی در سبک نقش‌آفرینی اکشن است که توسط اسکوئر انیکس در ۲۹ فوریه ۲۰۲۴ برای کنسول پلی‌استیشن ۵ ساخته و منتشر شد. این بازی دنبالهٔ فاینال فانتزی ۷ بازخلق‌شده (۲۰۲۰)، و دمین عنوان از سه‌گانه بازخلق بازی‌های در برنامه ساخت از فاینال فانتزی ۷ (۱۹۹۷) بر روی کنسول پلی‌استیشن است.
همانند نسخهٔ پیشین، روند بازی سبک اکشن بی‌درنگ را با عناصر استراتژی و نقش‌آفرینی ترکیب می‌کند. بلافاصله پس از رویدادهای نسخهٔ بازخلق‌شده، بازیکنان کنترل شخصیت مزدور کلاود استرایف را در کنار گروهی از شخصیت‌های دیگر بر عهده می‌گیرند که عمدتاً شامل گروه اکو تروریست «آوالانچ» می‌باشد و با یکدیگر متحد می‌شوند تا سفری را در سراسر سیاره برای جلوگیری از استثمار جوهر زندگی، به عنوان منبع انرژی توسط مگاکورپوریشن شینرا، و شکست سفیراث، سرباز نخبه سابق آغاز کنند.
نسخه‌ای بهبود یافته برای مایکروسافت ویندوز با پیشرفت‌های مختلف، برنامه‌ریزی شده است که در ۲۳ ژانویه ۲۰۲۵ منتشر شود.